# Fabian Baier
Fabian Baier (* 26. Februar 1988 in München) ist ein ehemaliger deutscher Schauspieler.

## Werdegang
Einem breiten Publikum wurde er bekannt durch die Rolle des Steve Busch in der ARD-Fernsehserie Marienhof, die er ab Folge 2426, die am 15. Juli 2004 ausgestrahlt wurde, verkörperte. Genau fünf Jahre später verabschiedete sich Baier am 15. Juli 2009 in Folge 3632 aus der Serie. Die Figur des Steve Busch zog mit Serienfreundin Marie Töppers, die von Katharina Woschek dargestellt wurde, Richtung Cambridge. Am 1. Dezember 2009 hatte er in Folge 3718 noch einmal einen kurzen Gastauftritt in derselben Rolle.
Neben seiner schauspielerischen Tätigkeit bei Marienhof absolvierte Baier sein Abitur im Jahr 2007 in München. Nach seinem Ausstieg aus der Serie studierte er in Freiburg an der Albert-Ludwigs-Universität Geschichte und Volkswirtschaftslehre.

## Filmografie
- 2004–2009: Marienhof (als Steve Busch)